# Necropoli di Tuvixeddu
La necropoli di Tuvixeddu (AFI: /tuviˈʒɛɖu/ ) è la più grande necropoli punica ancora esistente. Si estende all'interno della città di Cagliari, su tutto il colle omonimo, ed è compresa fra il rione cresciuto lungo il viale Sant'Avendrace e quello di Via Is Maglias. L'area archeologica è molto vasta, originariamente occupava una superficie di circa 80 ettari: infatti, dalla laguna di Santa Gilla si estendeva fino a Via Is Maglias e da Viale Sant'Avendrace fino a viale Merello.

## Origini del nome

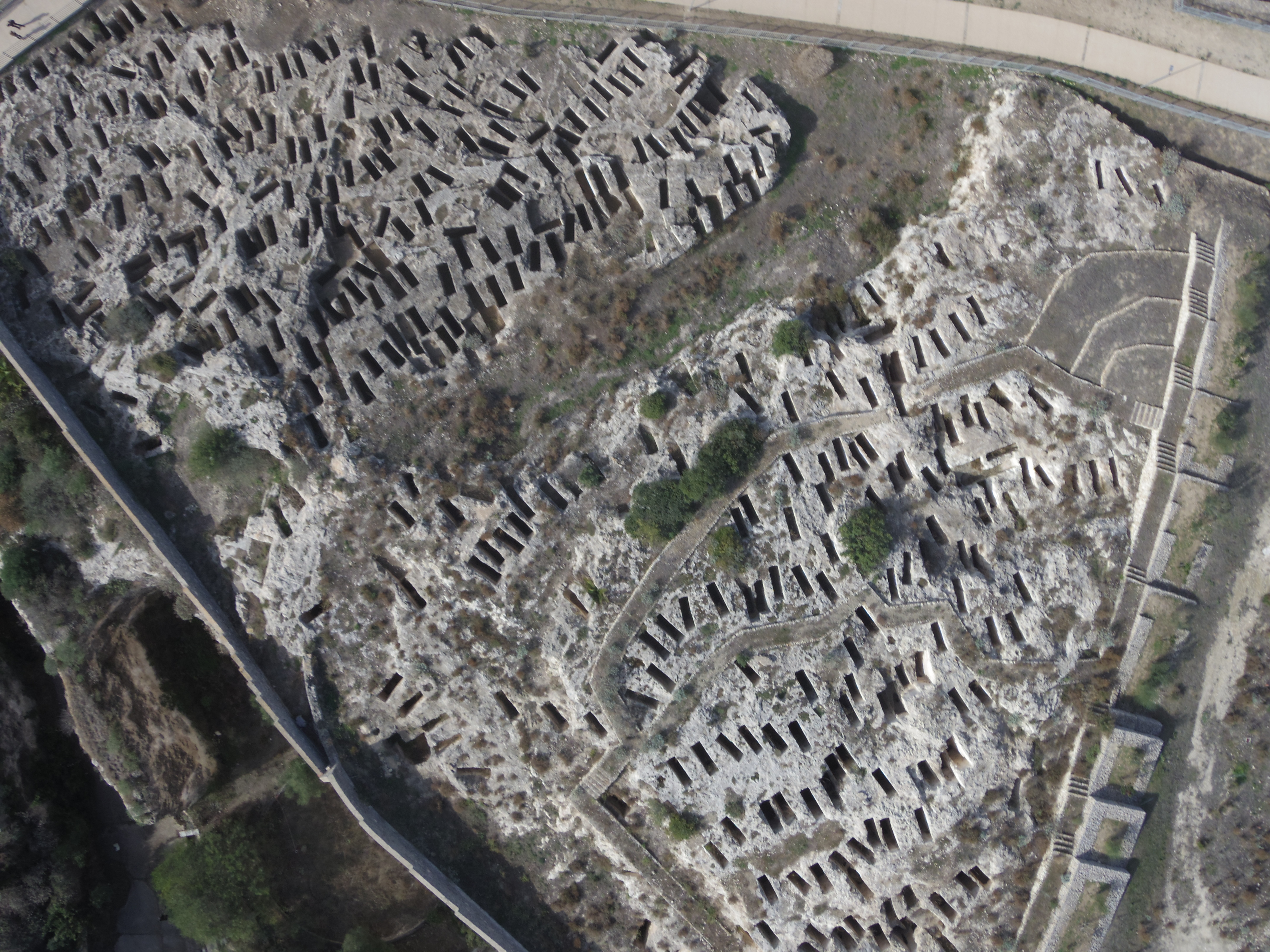
Vista sul sito

Sull'origine del nome si possono ipotizzare due significati derivanti entrambi dal sardo campidanese tuvu, che significa sia "calcare marnoso" ma anche buco, cavità. Il primo potrebbe indicare dunque la natura geologica del colle, Tuvixeddu "colle di tufo piccolo", e Tuvumannu - il colle orograficamente adiacente e più grande -"colle di tufo grande". Il secondo significato potrebbe essere messo in relazione al paesaggio antropico indotto dall’attività di cava che avrebbe creato uno scoscendimento maggiore ad oriente e una cavità minore a ponente. Dunque "piccola cavità" (Tuvixeddu) e "grande cavità" (Tuvumannu). Più difficoltoso ipotizzare per Tuvixeddu, anche se riportato, un riferimento alle piccole cavità dei pozzi d’accesso alle tombe a camera cartaginesi, poiché il toponimo è registrato sempre al singolare e mai al plurale.

## Storia

### Preistoria e storia antica

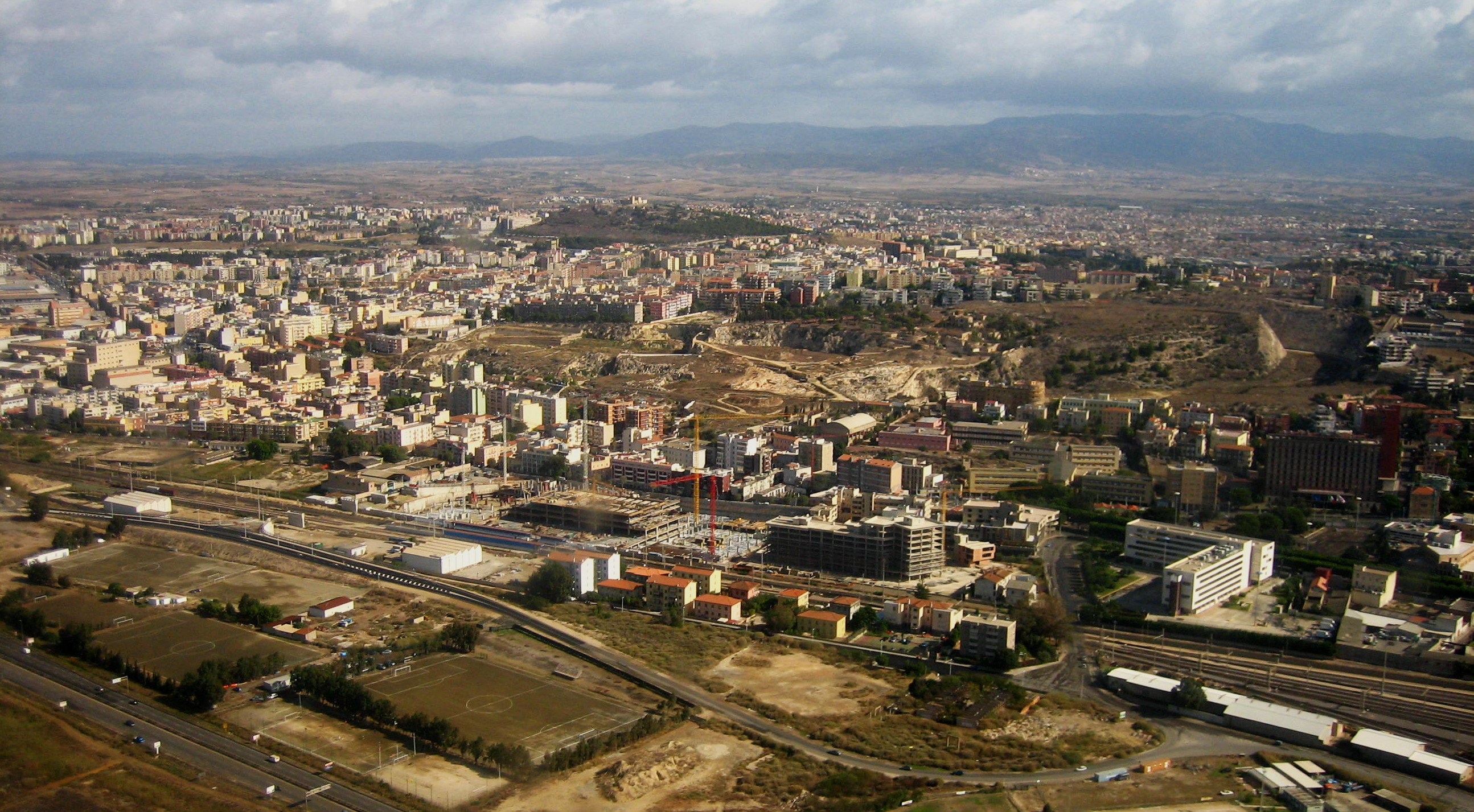
Vista aerea di Tuvixeddu

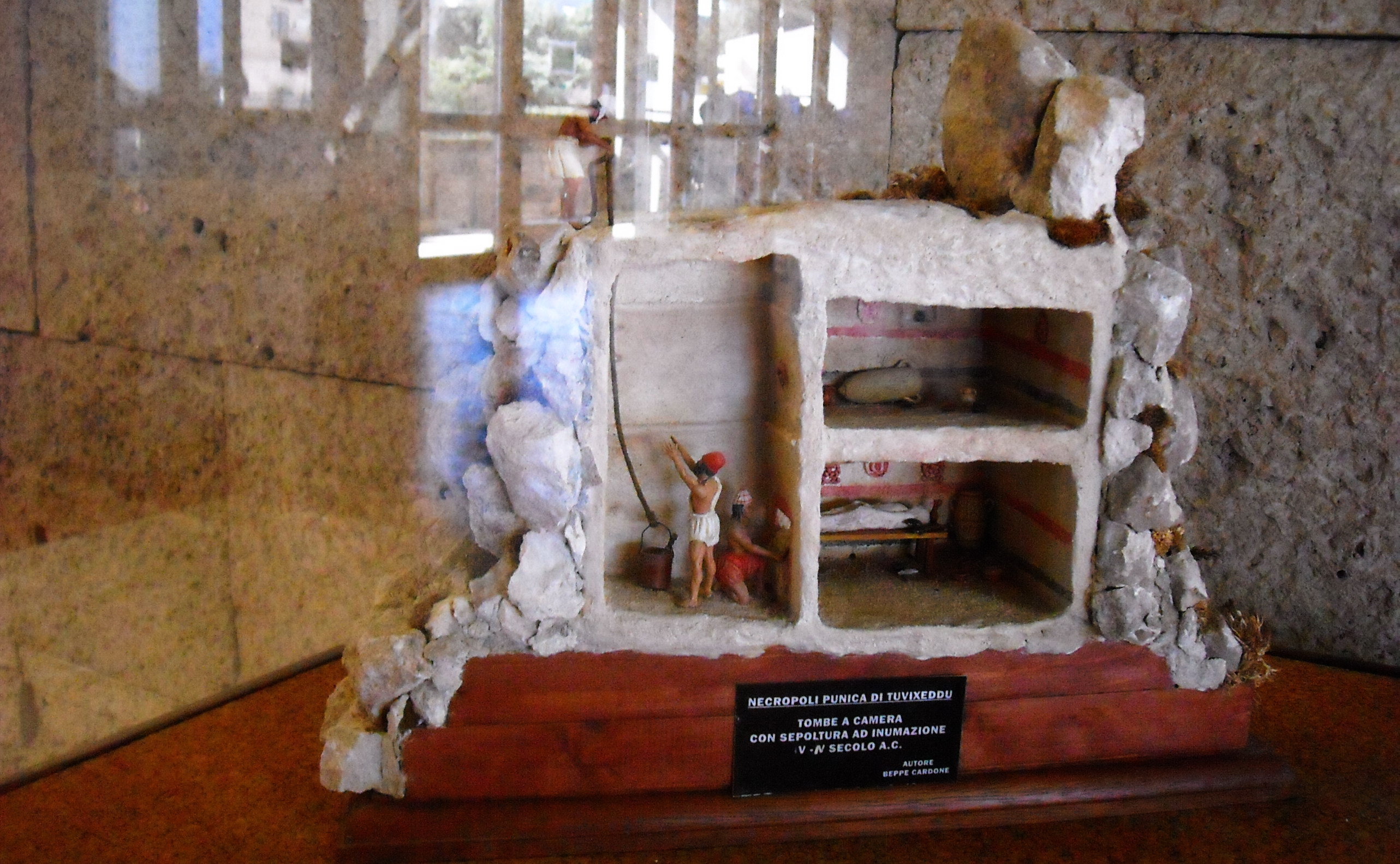
Modello di tomba punica a pozzo

Il sito è frequentato dall'uomo sin dal Neolitico come dimostrano i ritrovamenti di strumenti in selce e ossidiana e di ceramiche e fondi di capanne della cultura di Ozieri. Tra il VI ed il III secolo a.C. i Cartaginesi scelsero il colle per seppellirvi i loro morti: tali sepolture erano raggiungibili attraverso un pozzo scavato interamente nella roccia calcarea e profondo dai due metri e mezzo sino a undici metri. All'interno del pozzo una piccola apertura introduceva alla camera funeraria o cella sepolcrale. Le camere funerarie erano, in alcuni casi, finemente decorate, e sono state trovate all'interno anfore altrettanto decorate; inoltre sono state rinvenute delle ampolle dove si mettevano delle essenze profumate, chiamate lacrimatoi. 

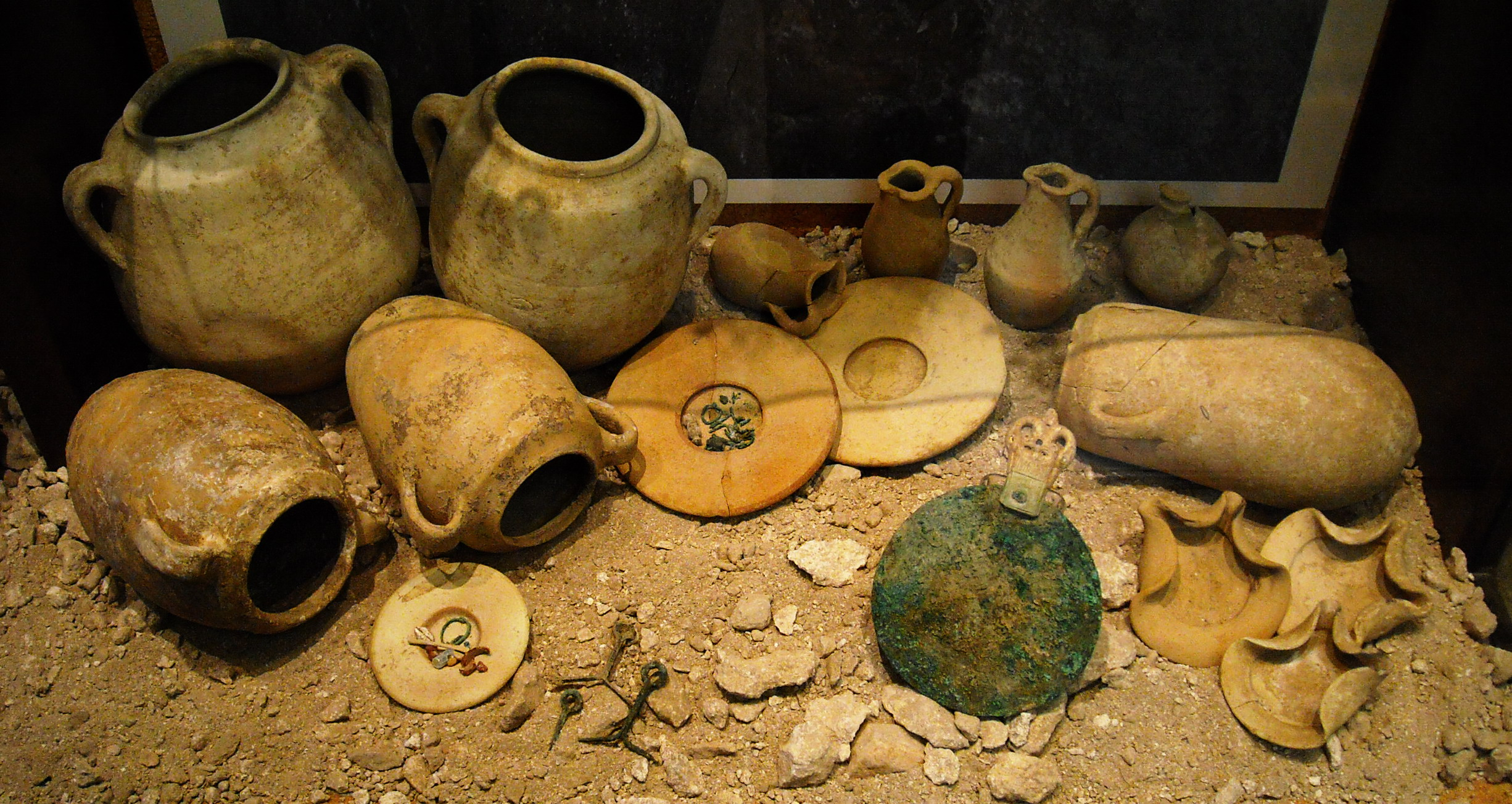
Corredo funebre

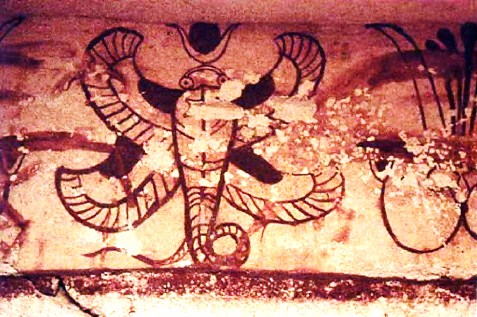
Tomba dell'Ureo

Di particolare interesse, tra le tombe puniche, la Tomba dell'Ureo e la Tomba del Combattente  (chiamata anche del Sid), decorate con palme e maschere tuttora ben conservate, e la Tomba della ruota, scavata da Ferruccio Barreca.
Alle pendici del colle di Tuvixeddu si trova anche una necropoli romana, che si affacciava sulla strada che, all'uscita della città, diventava la a Karalibus Turrem (oggi il viale Sant'Avendrace), dove si trova il sepolcro di Atilia Pomptilla, noto come la grotta della Vipera. La necropoli romana è prevalentemente composta da tombe a fossa e a camera, incinerazione, arcosolio e colombari. 

### Storia medievale
Dopo la distruzione della città di Santa Igia intorno alla seconda metà del XIII secolo da parte dei Pisani e dei loro alleati sardi, molti dei suoi abitanti fuggirono verso la città di Villa di Chiesa, nell'Iglesiente, altri superstiti si stanziarono nell'attuale viale Sant'Avendrace, alle pendici del colle: così buona parte delle case si addossarono a Tuvixeddu, utilizzando ognuna di queste un accesso alle tombe. Ancora oggi, in caso di demolizione delle vecchie case del quartier spesso si trovano tombe con evidenti segni di uso abitativo (alcune grotte riutilizzate a scopo abitativo si possono vedere dietro al liceo classico Siotto sito in Viale Trento).

### Storia contemporanea
Il colle di Tuvixeddu non venne mai valorizzato, e nel XX secolo divenne la cava di una cementeria dell'Italcementi, che ne ha terminato l'estrazione solamente negli anni settanta. Negli anni cinquanta (fra il 1953 e il 1956) venne realizzata una strada interna di collegamento (chiamata Canyon) fra via Is Maglias e via Falzarego, allo scopo di facilitare il trasporto su camion della roccia estratta. Tale percorso ha decretato la fine dell'unità fisiografica della collina venendo a creare due aree: Tuvixeddu che si affaccia su viale San'Avendrace e Tuvumannu che si riporta a via Is Maglias. Così con i lavori di cava molte tombe andarono irrimediabilmente distrutte, anche se ne vennero trovate altre. Inoltre durante i bombardamenti della seconda guerra mondiale le tombe vennero usate dagli abitanti della zona come rifugi antiaerei, e i più anziani le usarono come abitazioni per non dover correre ogni volta nel colle.

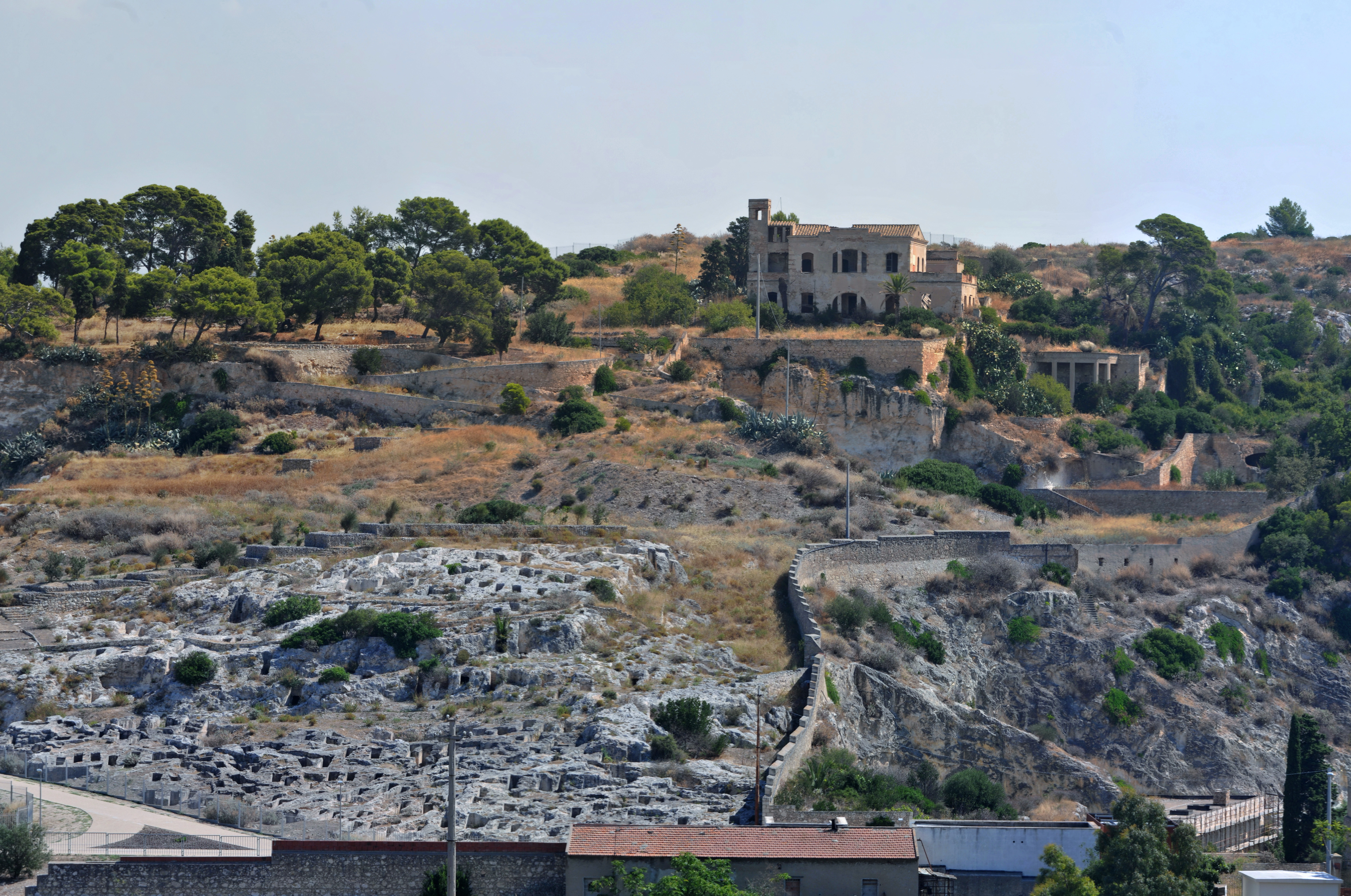
Villa Mulas

Nell'immediato dopoguerra vennero abitate da chi aveva perso la casa durante i bombardamenti. Nel colle della cementeria oggi rimane soltanto la torre per la fabbricazione della calce (demolita nel 2016) e un capannone che si trova accanto alla nuova ala della scuola media intitolata al canonico Giovanni Spano.
Risale a inizio Novecento la villa Mulas (oggi in stato di abbandono). Costruita sulla sommità del colle dai proprietari della cava, possiede un parco con varie specie di alberi tra cui pini e cipressi.
Nei primi anni 2000 partirono i lavori per realizzazione di un complesso edilizio di circa 400 unità abitative tra Tuvixeddu e Tuvumannu. In tale intervento era prevista anche la sistemazione a parco archeologico e naturalistico di una modesta area già riportata alla luce negli anni '60 dalla Soprintendenza Archeologica. Solo nel 2014 sono stati portati a termine i lavori di sistemazione a parco con un intervento dell'amministrazione comunale di Cagliari. All'interno del progetto del 2000 era prevista anche la costruzione di un museo per la preservazione dei reperti e della storia del colle, tuttavia i lavori si fermarono nel 2007 a causa di un blocco decretato dalla giunta regionale, allora guidata da Renato Soru. Ciò ha causato non poche polemiche tra associazioni di ambientalisti.
Nel 1997, per la prima volta, la necropoli venne aperta al pubblico in occasione della I edizione di "Monumenti Aperti", grazie alla proposta avanzata dall'Associazione di Volontariato turistico culturale "Amici di Sardegna" che, a proprie spese, rese possibile l'apertura del sito. Per l'occasione collaborò all'anche l'Istituto Professionale di Stato Sandro Pertini di Cagliari. Circa 5.000 persone visitarono il sito nel corso di un fine settimana.
Nel maggio 2014, la necropoli è stata aperta definitivamente al pubblico in occasione della XVIII edizione di Monumenti aperti. Oggi è visitabile tutti i giorni dell'anno dalla mattina alla sera/notte.

#### Attività dei tombaroli
L'attività clandestina dei tombaroli nella necropoli fenicio-punica di Tuvixeddu è stata denunciata da numerose associazioni culturali.
Nel 1994 alcuni giovani speleologi denunciarono alle autorità competenti l'uso improprio e dannoso della collina e della necropoli da parte di sbandati, satanisti, senzatetto e predatori di reperti archeologici.
Molte tombe e sepolcri, secondo studiosi esperti, sono state distrutte con l'impiego delle mine esplosive.

## Cavità di Via Vittorio Veneto 40
Questa cavità si trova a pochi metri dai confini artificiosi di Tuvixeddu, sotto l'edificio che ospita una scuola superiore. Fino a pochi anni fa non era visibile perché nascosta da caseggiati disabitati e fatiscenti, abbattuti per la definitiva costruzione della via. I Cartaginesi la utilizzarono come serbatoio per l'acqua, come fecero in seguito anche i Romani. Durante i bombardamenti offrì rifugio alle popolazioni della città, e nel dopoguerra venne abitata dai senza tetto.

## Gallerie sotterranee
Ad una profondità variabile tra i 20 e i 60 metri, sotto la cima del colle Tuvixeddu si sviluppa una fitta rete di cunicoli e gallerie sotterranee scavate dalle cave dell'Italcementi nel secondo dopoguerra. Questi tunnel, abbondantemente studiati da varie associazioni speleologiche sarde hanno intercettato, nella loro originaria fase di scavo risalente al 1950 alcuni tratti di acquedotti romani e innumerevoli tombe cartaginesi. Sia queste cavità sotterranee, come altre presenti nella collina, sono state depredate dai tombaroli.

## Archeogenetica
Uno studio di Claudia Viganó et al. (2017) ha analizzato il DNA antico di un individuo sepolto nella necropoli di Tuvixeddu circa 2000 anni fa. L'uomo era portatore della mutazione cod39, che causa l'anemia mediterranea, e possedeva aplotipi paterni e materni che indicano un'origine autoctona.

## Galleria d'immagini

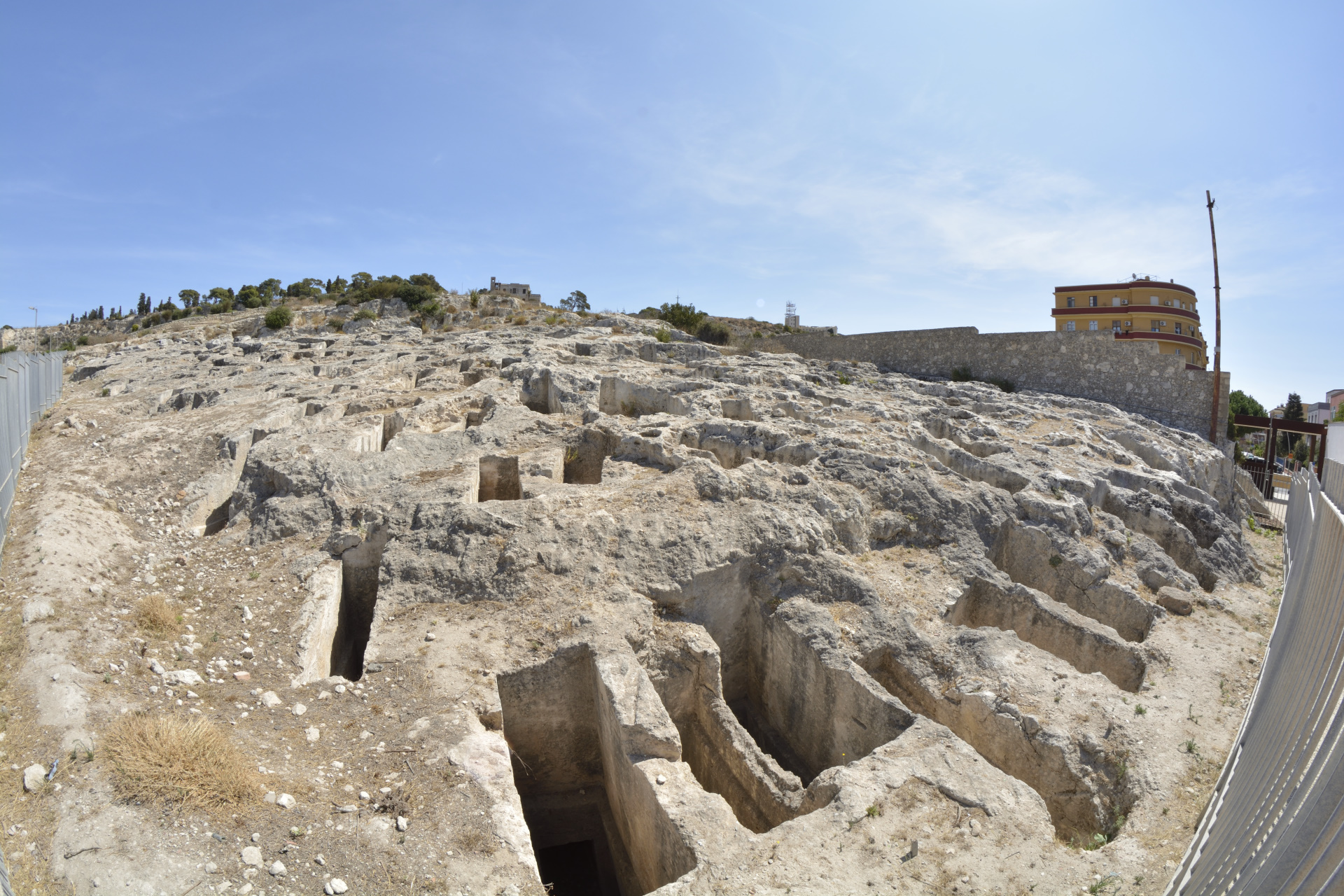
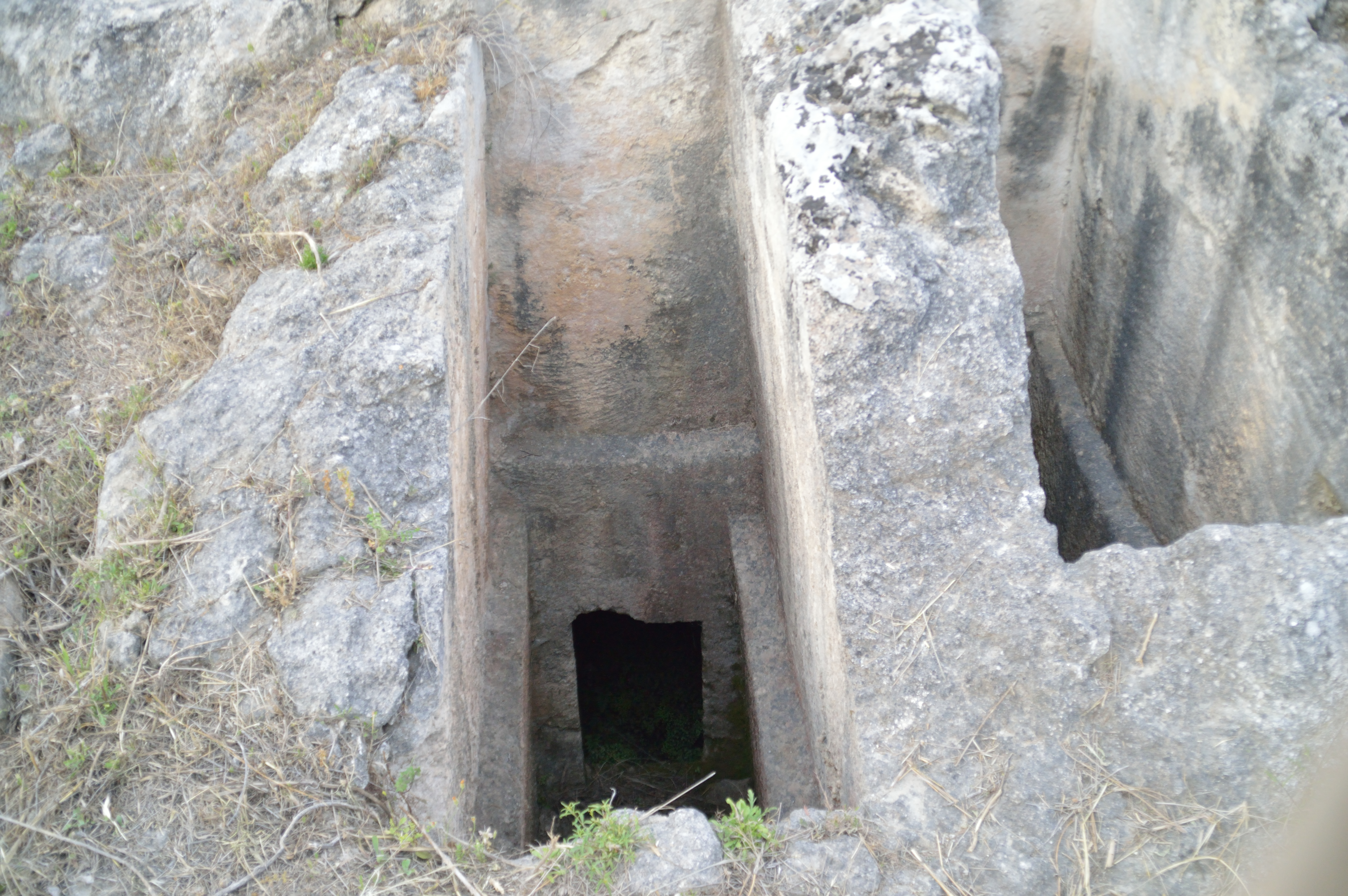
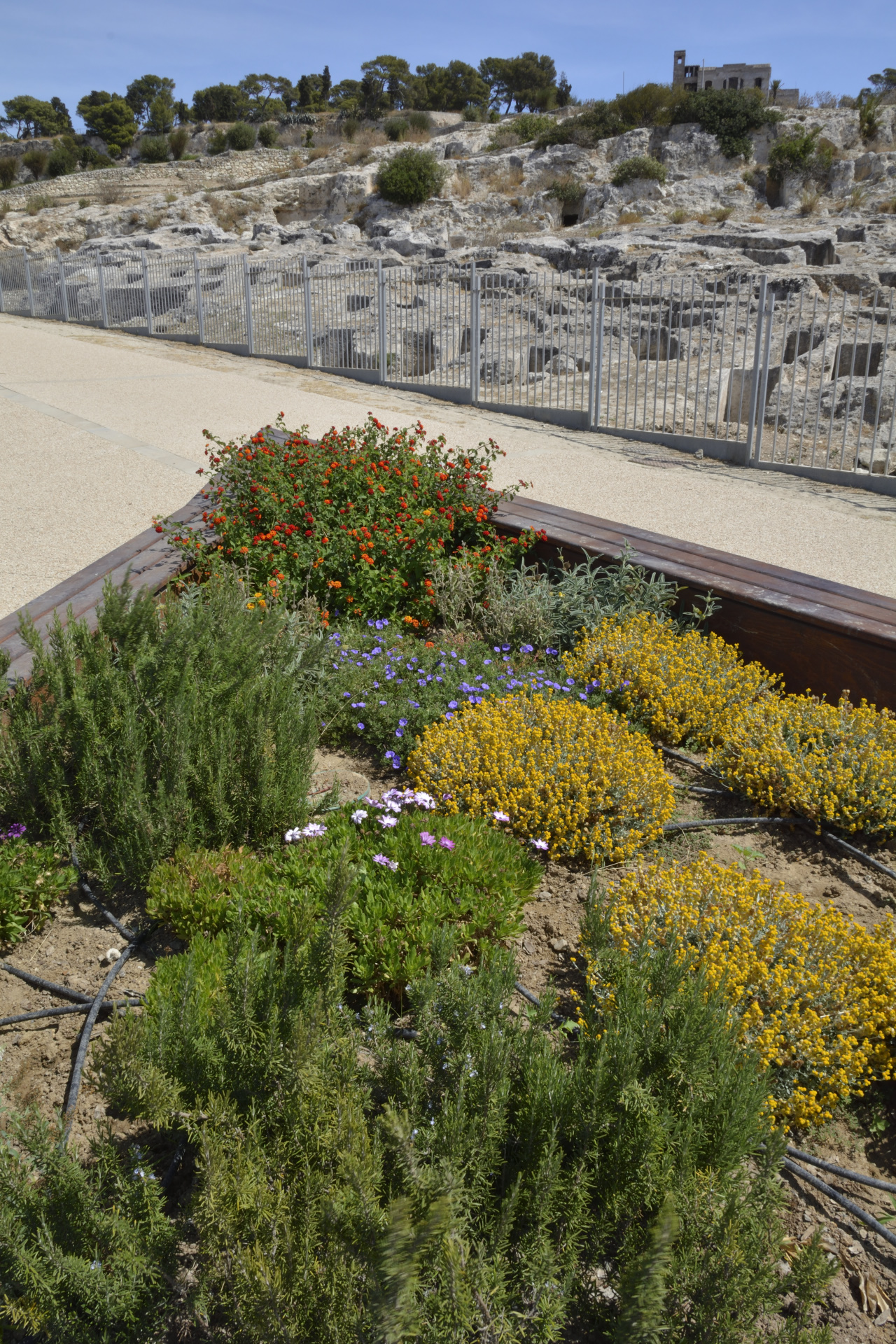

## Documentari
- Tuvixeddu 2012, documentario a cura di Francesco Accardo e Alessandro Congiu per l'Urban Center Cagliari, Cagliari 2012.